# 섹스 아카데미
《섹스 아카데미》(영어: Not Another Teen Movie)는 2001년 미국의 청소년 코미디 영화이다. 조엘 갤런이 연출하고 카일러 리, 크리스 에반스, 제이미 프레슬리, 에릭 크리스천 올슨, 에릭 융만, 미아 커시너, 디언 리치먼드, 코디 맥메인스, 샘 헌팅턴, 샘 러빈, 세리나 빈센트, 론 레스터, 랜디 퀘이드, 레이시 셔베어, 라일리 스미스 등 많은 배우가 고등학교를 배경으로 출연한다. 온갖 하이틴 무비들의 패러디로 가득한 코미디 영화지만, 지금에 와서는 캡틴 아메리카 크리스 에반스의 망측한 모습을 볼 수 있는 영화로 알려져 있다.

## 줄거리
캘리포니아 남부의 존 휴스 고등학교. 학교의 최고 인기남인 미식축구 선수 제이크는 치어리더 여자친구 프리실라와 헤어진다. 프리실라는 이미 괴짜 남학생 레스와 연애를 시작했다. 분해 하는 제이크를 본 친구 오스틴은 제이크에게, 가장 못생긴 여학생 제이니와 사귀어서 교내 퀸카로 만들어보라는 내기를 건다. 제이크는 온힘을 다해 제이니에게 작업을 걸지만 번번이 실패하고 그 와중에 자신을 탐내는 누나 캐서린과 제이니를 노리는 리키의 방해를 받는다. 결국 제이크의 부탁으로 캐서린이 제이니를 아름다운 미녀로 환골탈태시키고, 자연스럽게 제이크와 제이니의 눈이 맞는다.
한편 제이니의 남동생 미치는 그의 찌질한 두 친구 옥스와 브루스와 함께 어떻게든 동정 딱지를 떼려고 궁리한다. 미치는 학교에서 가장 예쁜 어맨다에게 연애편지를 보내보지만 잘 되지는 않는다. 삼인조는 여자 탈의실을 훔쳐 보려다 화장실로 잘못 들어가 대신 여학생의 탈분 현장을 훔쳐 보게 되고, 천장이 통째로 무너지는 바람에 아래층 교실을 똥범벅으로 만든다.
제이니와 이어진 제이크에게는 미식축구라는 또 다른 고민거리가 있었다. 지난 경기에서 제이크의 실수로 동료가 두 동강나 죽었고 코치는 제이크를 경기에 내보내지 않으려고 했던 것이다. 다행히 대항전에서 뚱보 레지가 연속 뇌진탕으로 쓰러져 제이크에게 기회가 주어졌고 멋진 터치다운을 해내 팀에 승리를 가져다준다. 그러나 잘 되는 듯 싶던 제이크와 제이니의 관계는 오스틴의 장난으로, 이 모든 게 내기였다는 게 폭로된다. 제이크는 지금은 달라졌다고 애걸하지만 제이니는 제이크를 떠난다.
무도회가 열리고 제이니는 오스틴과, 제이크는 캐서린과 함께 온다. 캐서린은 할머니와 키스하고 미치는 어맨다에게 드디어 연애편지를 전하며, 브루스는 알몸의 교환학생 아레올라에게 작업을 건다. 제이크는 제이니에게 다가가지만, 제이니는 무도회 막바지에 떠나버린다. 제이크는 제이니를 쫓아 어느 모텔을 찾아가지만 그곳에는 프리실라가 오스틴과 섹스 중이고 괴짜 레스가 그걸 촬영하고 있었다. 제이크는 셋을 때려주고는 이번에는 제이니네 집으로 향한다. 집에는 제이니의 아버지 혼자 있었고, 딸은 파리의 예술학교로 간다고 전해준다.
제이크는 공항에 달려가서 제이니를 만난다. 여러 하이틴 영화들의 고백 대사를 웅얼거리던 제이크는 마침내 패러디가 아닌 대사로서, 오히려 두 사람은 떨어지는 편이 낫겠다고 말한다. 그러나 이를 《베스트 키드》의 대사로 오해한 제이니가 제이크와 함께 하기로 결정한다.

## 출연진
인물들은 전부 유명 하이틴 영화들의 패러디이다.
- 카일러 리 - 제이니 브리그스
- 크리스 에반스 - 제이크 와일러
- 제이미 프레슬리 - 프리실라
- 에릭 크리스천 올슨 - 오스틴
- 미아 커슈너 - 캐서린 와일러
- 디언 리치먼드 - 말리크 토큰
- 에릭 융만 - 리키 리프먼
- 론 레스터 - 레지 레이
- 코디 맥메인스 - 미치 브리그스
- 샘 헌팅턴 - 옥스
- 샘 러빈 - 브루스
- 레이시 셔베어 - 어맨다 베커
- 세리나 빈센트 - 아레올라
- 라일리 스미스 - 레스
- 줄리 웰치 - 와일러 선생
- 서미어 암스트롱 - 카라 프라텔리
- 넥타 로즈 - 사라 프라텔리
- 에디 로터 - 코치
- 랜디 퀘이트 - 브리그스 씨
- 조애나 가르시아 - 샌디 수
- 베벌리 폴신 - 세이디 애거사 존슨
- 롭 베네딕트 - 프레스턴 와서스틴
- 패트릭 세인트에스피릿 - 오스틴 아빠
- 조시 래드너 - 투어 가이드
- 폴 고벨
- 조지 와이너 - 코니시 교장
- 존 벤저민 - 트레이너